# Andrea Hewitt
Andrea Hewitt (Christchurch, 4 d'abril de 1982) és una esportista neozelandesa que competeix en triatló, guanyadora de cinc medalles en el Campionat Mundial de Triatló entre els anys 2009 i 2015.
Ha obtingut tres victòries en etapes de les Sèries Mundials. La seva primera victòria va ser en 2009 a Madrid, any en el qual va acabar tercera en la classificació final. En 2011 va obtenir altres dues victòries (Pequín i Yokohama) i un segon lloc en la classificació final.

## Palmarès internacional
| Campionat Mundial | Campionat Mundial         | Campionat Mundial | Campionat Mundial |
| Any               | Lloc                      | Medalla           | Prova             |
| ----------------- | ------------------------- | ----------------- | ----------------- |
| 2009              | Gold Coast ( Austràlia)   | 3                 | Individual        |
| 2011              | Pequín ( R.P. de la Xina) | 2                 | Individual        |
| 2012              | Auckland ( Nova Zelanda)  | 3                 | Individual        |
| 2014              | Edmonton ( Canadà)        | 3                 | Individual        |
| 2015              | Chicago ( Estats Units)   | 2                 | Individual        |